# The Bob Color
The Bob Color was een Amsterdamse soul/blues/ska-band. De groep werd opgericht in maart 1987 en opgeheven in 2003. In de 20 jaar sindsdien heeft zanger Rob Wiedijk de naam The Bob Color, Bob Color, Bob Color Band in verschillende periodes en met verschillende bezettingen gebruikt.
The Bob Color werd in 1987 opgericht door toetsenist Niels Meyer (toen in the Scene) en zanger Rob Wiedijk, die toen werkte als muziek-programmeur in jongerencentrum De Tagrijn in Hilversum. De bezetting bestond in de beginperiode verder uit Arend Bouwmeester als saxofonist, Frank de Louw als gitarist, Joost Bataille op bas en Eddy Wahr op drums .
De band bracht covers van soulmuziekhits uit de jaren 50 en 60, maar speelde deze op eigen wijze door bijvoorbeeld het tempo te verhogen. Tevens werden de concerten gekenmerkt door een energieke act waarbij de bandleden rondsprongen op het podium of door het publiek.
In de jaren 90 was The Bob Color de huisband van het Amsterdamse Bevrijdingspopfestival op 5 mei.